# James Hamet Dunn
Sir James Hamet Dunn, 1st Baronet (29 de outubro de 1874 - 1 de janeiro de 1956) foi um importante financiador industrial canadense durante a primeira metade do século XX.